# Langues en Zambie
La langue officielle de la Zambie est l’anglais. Plus de 70 langues bantoues sont parlées dans le pays parmi lesquelles les plus importantes sont le bemba, le kaonde, le lozi, le lunda, le luvale, le nsenga, le nyanja et le tonga.
Comme pour tous les pays du Sud-Est de l'Afrique, le swahili est aussi en Zambie une langue importante.
Les langues parlées en Zambie sont proches du shona, parlé au Zimbawe, à l'exception du luvale, du tonga et du nyanja, qui sont sensiblement différentes. Il y a inter-compréhension entre ces langues, et d'autres dialectes parlés au Zimbabwe et au Mozambique, mais toutefois, il n'y a pas encore une langue commune. Ce cas ressemble à la langue somali qui elle fut unifiée pour regrouper les autres dialectes Somalis. L'anglais et le swahili restent les deux langues véhiculaires.
Si l'anglais est l'une des langues véhiculaires, il est souvent mal parlé, et en fonction des régions, il peut intégrer des éléments de vocabulaire d'une langue locale, ce qui peut dérouter des étrangers. Le swahili est plutôt présent vers la frontière avec la République démocratique du Congo, et dans les provinces de l'est.